# Цвейг, Стефани
Стефани Цвейг (нем. Stefanie Zweig; 19 сентября 1932, Глубчице, Верхняя Силезия — 25 апреля 2014, Франкфурт-на-Майне) — немецкая писательница.

## Биография и творчество
Родилась в еврейской семье. В 1930-х годах её семья была вынуждена бежать в Кению, чтобы избежать смерти в нацистской Германии. Позже она училась в английской школе-интернате в тогдашней британской колонии. После Второй мировой войны семья вернулась в Западную Германию в 1947 году. В 1953 году Стефани закончила гимназию во Франкфурте-на-Майне и начала работать журналистом.
Воспоминания об Африке отражены во многих произведениях писательницы. По её автобиографическому роману «Нигде в Африке» был поставлен одноимённый фильм в 2002 году, получивший премию «Оскар». Среди других её произведений: «Рот, полный земли», «Где-то в Германии», «Однако мечты остаются в Африке», «Добро пожаловать Карибу», «Всё началось тогда в Африке».
Суммарный тираж книг Цвейг составил более 7,5 миллионов экземпляров.